# Ehrhardt (lettertype)

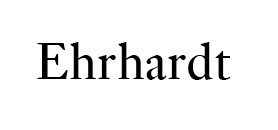
Voorbeeld van de letters

Ehrhardt is een lettertype gebaseerd op de originelen van de zetter Ehrhardt uit het begin van de achttiende eeuw.
Het lettertype wordt bij Linotype en Stempel Janson genoemd, naar de Hollandse stempel-snijder Anton Janson, die in Leipzig werkzaam was tussen 1660 en 1687, en lange tijd aanzien werd als de maker van dit lettertype. In 1954 werd echter ontdekt dat de Ehrhardt is getekend en gesneden door Miklòs (Nicholas) Kis (1650-1702), een Hongaarse lettersnijder, lettergieter en drukker, die in Amsterdam werkte. Hij leerde daar het vak bij Dick Voskens en drukte er in 1685 zijn Hongaarse Bijbel. Zijn lettertypes behoren tot de belangrijkste schoolmakende voorbeelden van de Dutch Old Face Stijl. Het was het bedrijf Monotype Corporation Ltd, uit Salfords in Groot-Brittannië, dat in 1937-1938 het lettertype onder de aandacht bracht van de moderne vormgevers.
Het is een goed leesbaar, schreef lettertype, maar is niet breed waardoor het zeer geschikt is voor bijvoorbeeld tijdschriften, omdat er meer letters op een regel passen.
De letter is verwant met Caslon, maar is wat eleganter. Die verwantschap is ook niet verwonderlijk omdat William Caslon zich liet inspireren door de zogenaamde Fell Types, die dr. John Fell onder andere in Nederland verzamelde en naar later werd aangenomen deels door Kis gesneden waren.